# Ричард Луис (комичар)
Ричард Филип Луис (енгл. Richard Philip Lewis; Бруклин, 29. јун 1947 — Лос Анђелес, 27. фебруар 2024) био је амерички стендап комичар и глумац.
Дошао је до изражаја као стендап комичар 1980-их и постао познат по свом мрачном, неуротичном и самопрозивајућем хумору.
Као глумац познат је по томе што је глумио са Џејми Ли Кертис у ситкому Све осим љубави, по улози принца Џона у филму Робин Худ: Мушкарци у хулахопкама и по сталној улози полуфиктивну верзије самог себе у ХБО-вом Без одушевљавања, молим.

## Младост
Луис је рођен у Бруклину у Њујорку, а одрастао у Инглевуду у Њу Џерсију. Његова породица је јеврејска, али не посебно религиозна. Његов отац, Бил (ум. 1971), био је сувласниm Abassador Caterers у оближњем Тинеку, Њу Џерси, а његова мајка, Бланш, је била глумица у друштвеном позоришту. Луис је најмлађи од троје браће и сестара – брат му је био старији од њега 6 година, а сестра 9. Угоститељски посао Луисовог оца задржавао га је дуго на послу, а његова браћа и сестре су отишла од куће до 1960-их, остављајући Луиса код куће самог са својом мајком, са којом се није слагао. Луис је за Вашингтон пост 2014. рекао да сумња да је његово рођење била грешка.
Луис је био познат по томе што је био шаљивџија у разреду и правио проблеме у школи. Завршио је средњу школу Двајт Мороу 1965. године и похађао Државни универзитет у Охају где је дипломирао маркетинг.
Луис је први пут покушао стендап на отвореном микрофону у Гринич Вилиџу 1971. Почео је да пише и редовно изводи стендап комедију 1972. године, док је по дану радио као копирајтер за рекламну агенцију. Открио га је комичар Дејвид Бренер, док је наступао у Гринич Вилиџу. Бренер је помогао Луисовој каријери тако што га је упознао са клубовима комедије у Лос Анђелесу и тако што је Луис први пут наступио у The Tonight Show. До средине 1970-их, Луис се појавио у Вечерашњој емисији са Џонијем Карсоном, а неколико публикација именовало га за једног од „нову клсду“ комичара, поред са таквим именима као што су Роберт Клајн, Лили Томлин, Ричард Прајор, Џорџ Карлин, Енди Кауфман, Ричард Белзер и Елејн Буслер. Његови утицај су Бастер Китон, Вуди Ален, Лени Брус и Ричард Прајор.
Луис је познат по мрачној комедији, самопонижавању и по искреним расправама о својим бројним неурозама, као и борби са алкохолизмом и зависношћу од дрога. Познат је по томе што је носио потпуно црну одећу и што је махнито корачао и гестикулирао током свог стенд-уп наступа. У својим раним данима био је познат и по томе што је на своје наступе доносио залепљене листове са свеске, које би биле разасуте по поду како би га подсетио на просторије шале и теме које је желео да покрије током свог наступа.
Током 2000-их, Луис је имао понављајуће улоге као продуцент филма Б у ситкому Rude Awakening и као рабин Ричард Глас у породичној драмској серији Седмо небо. Луис је такође имао понављајућу улогу у ситкому Без одушевљавања, молим као Ричард Луис, полуфиктивна верзија себе. Луис је први пут срео звезду и креатора серије, Ларија Дејвида, у летњем кампу у Корнвол на Хадсону у Њујорку када су имали 12 година – Луис је тврдио да су се тада мрзели. Двојица комичара такође су рођена у размаку од три дана у истој болници. Дуо се поново срео нешто више од деценије касније док је наступао у Њујорку и постали пријатељи. Након што се појавио у серији од њене прве епизоде, 2021. је потврђено да се Луис неће враћати у серију у 11. сезони, због бола који је Луис осећао у вези са проблемима леђа и рамена и због вишеструких операција. Међутим, Луис је касније преко Твитера потврдио да га је Дејвид убедио да се врати за једну епизоду. Луис је такође рекао за ГК у октобру 2021. да се нада да ће се обуздати свој ентузијазам вратити још сезона како би поново могао да игра редовнију улогу.

## Препознавање
Магазин ГК уврстио је Луиса на своју листу „најутицајнијих хумориста 20. века“, а Луис је био рангиран на 45. месту Comedy Central листе „100 најбољих стендап извођача свих времена“ објављеној 2004.
Године 2006, The Yale Book of Quotations укључила је унос за израз „______ из пакла" (као у "ноћ из пакла", "датум из пакла" итд.), који је приписан Луису.

## Лични живот
Луис је упознао Џојс Лапински 1998. на забави поводoм издавање албума Ринго Стар, док је Лапински радила у музичком издаваштву. Пар је био верен 2004. и венчао се следеће године.
Дискусије о Луисовој борби са анксиозношћу и депресијом, као и о његовим вишеструким терапијским сесијама, биле су део његове комедије. Такође је у интервјуима изјавио да пати од поремећаја у исхрани због дисморфофобије.
Луис је отворено говорио о свом опоравку од злоупотребе алкохола и дрога, будући да је био корисник и кокаина и метафметамина . Његове зависности су се погоршале током 1990-их, што је навело Луиса да престане да изводи стенд-ап од 1991. до 1994. У интервјуу за Санта Мариа Тајмс из 1995. године, Луис је говорио о томе како га је смрт Џона Кендија 1994. навела да размисли о свом животу и каријери. Њих двоје су заједно глумили у Кендином последњем филму, комедији са вестерн тематиком Wagons East. У каснијим интервјуима, Луис је изјавио да се отрезнио 1994. године након што је завршио у болници за хитну помоћ због предозирања кокаином.
Луис је 2000. објавио своје мемоаре под називом he Other Great Depression . Књига је поново издата 2008. са додатним поговором где је Луис даље размишљао о својој континуираној борби са зависношћу. Године 2015. објавио је књигу Reflections From Hell: Richard Lewis' Guide on How Not to Live, која садржи Луисове коментаре и запажања о комедији.
Луис се борио са здравственим проблемима који су резултирали вишеструким операцијама. Он је 2016. сломио десну руку након пада са крова, 2019. је имао операцију леђа због акутног бола у леђима, а почетком 2020. разбио је раме, што је резултирало још једном операцијом. Године 2020. откривено је да је Луис претрпео велики бол током снимања филма Без одушевљавања, молим, а 2021. је најавио да ће репризирати улогу само за једну епизоду 11. сезоне.

## Филмографија

### Филм
| Година | Наслов                          | Улога          | Белешке           |
| ------ | ------------------------------- | -------------- | ----------------- |
| 1988   | The Wrong Guys                  | Ричард Луис    |                   |
| 1989   | That's Adequate                 | Пимплс Лапидис |                   |
| 1992   | Once Upon a Crime               | Џулијан Питерс |                   |
| 1993   | Robin Hood: Men in Tights       | Принџ Џон      |                   |
| 1994   | Wagons East                     | Фил Тејлор     |                   |
| 1995   | Drunks                          | Џим            |                   |
| 1995   | Leaving Las Vegas               | Питер          |                   |
| 1996   | The Elevator                    | Фил Миловски   |                   |
| 1997   | Hugo Pool                       | Чик Чикалини   |                   |
| 1997   | The Maze                        | Марков         |                   |
| 1999   | Game Day                        | Стив Алдер     |                   |
| 2005   | Sledge: The Untold Story        | Ричард Луис    | мокјументари      |
| 2012   | Vamps                           | Дени Хоровиц   |                   |
| 2014   | She's Funny That Way            | Al Finkelstein |                   |
| 2017   | Sandy Wexler                    | Testimonial    |                   |
| 2018   | The Great Buster: A Celebration | Ричард Луис    | документарни филм |

### Телевизија
| Година       | Наслов                                          | Улога                          | Белешке                                      |
| ------------ | ----------------------------------------------- | ------------------------------ | -------------------------------------------- |
| 1974–1992    | The Tonight Show with Johnny Carson             | Ричард Луис – гост             | 22 епизоде                                   |
| 1977         | Diary of a Young Comic                          | Billy Goldstein                | ТВ филм                                      |
| 1980         | House Calls                                     | Dr. Leon Prometheus            | Епизода: "The Phantom of Kensington"         |
| 1982–1993    | Late Night with David Letterman                 | Ричард Луис – гост             | 44 епизоде                                   |
| 1985         | Temporary Insanity                              | Performer                      | ТВ филм                                      |
| 1986         | Riptide                                         | Andrew Fitzsimmons Carlton III | Епизода: "The Wedding Bell Blues"            |
| 1987         | Harry                                           | Richard Breskin                | 7 епизода                                    |
| 1987         | CBS Summer Playhouse                            | Joey                           | Епизода: "King of the Building"              |
| 1988         | Tattingers                                      | Longo                          | Епизода : "Death and Taxis"                  |
| 1989–1992    | Anything But Love                               | Marty Gold                     | 56 епизода                                   |
| 1992         | The Danger of Love                              | Edward Sanders                 | ТВ филм                                      |
| 1993         | Daddy Dearest                                   | Steven Mitchell                | 13 епизода                                   |
| 1993         | TriBeCa                                         | Joseph                         | Епизода: "Stepping Back"                     |
| 1993         | The Larry Sanders Show                          | Ричард Луис                    | Епизода: "Life Behind Larry"                 |
| 1993–2008    | Late Show with David Letterman                  | Ричард Луис – гост             | 9 епизода                                    |
| 1994         | Tales from the Crypt                            | Vern                           | Епизода: "Whirlpool"                         |
| 1995–2008    | Late Night with Conan O'Brien                   | Ричард Луис – гост             | 12 епизода                                   |
| 1995         | A.J.'s Time Travelers                           | Едгар Алан По                  | Епизода: "Едгар Алан По"                     |
| 1996         | A Weekend in the Country                        | Боби Стајн                     | ТВ филм                                      |
| 1996         | Nichols and May: Take Two                       | Ричард Луис                    | документарни филм, специјални додатак, PBS   |
| 1996–2015    | The Daily Show with Jon Stewart                 | Ричард Луис                    | 16 епизода                                   |
| 1997         | Happily Ever After: Fairy Tales for Every Child | Old Beggar (глас)              | Епизода: "The Golden Goose"                  |
| 1997         | Dr. Katz, Professional Therapist                | Ричард (глас)                  | Епизода: "Undercover"                        |
| 1997–98      | Hiller and Diller                               | Neil Diller                    | 13 епизода                                   |
| 1998         | Rude Awakening                                  | Harve Schwartz                 | 6 епизода                                    |
| 1999         | Hercules                                        | Neurosis (глас)                | Епизода: "Hercules and the Tiff on Olympus"  |
| 1999         | V.I.P.                                          | Ronald Zane                    | Епизода: "Big Top Val"                       |
| 1999         | Larry David: Curb Your Enthusiasm               | Ричард Луис                    | ТВ филм - Pilot                              |
| 2000–present | Curb Your Enthusiasm                            | Ричард Луис                    | 40 епизода                                   |
| 2002         | Presidio Med                                    | Francis Weinod                 | Епизода: "Once Upon a Family"                |
| 2002–2004    | 7th Heaven                                      | Rabbi Richard Glass            | 9 епизода                                    |
| 2003         | Alias                                           | Mitchell Yaeger                | Епизода: "A Dark Turn"                       |
| 2004         | Two and a Half Men                              | Stan                           | Епизода: "I Can't Afford Hyenas"             |
| 2004         | The Dead Zone                                   | Jack Jericho                   | Епизода: "The Cold Hard Truth"               |
| 2005         | Las Vegas                                       | Stan                           | Епизода: "Fake the Money and Run"            |
| 2005         | George Lopez                                    | Phillip Nickleson              | Епизода: "George Finds Therapy Benny-ficial" |
| 2006         | The Simpsons                                    | Golem (глас)                   | Епизода: "Treehouse of Horror XVII"          |
| 2006         | Everybody Hates Chris                           | Kris                           | Епизода: "Everybody Hates Kris"              |
| 2007         | Mr. Warmth: The Don Rickles Project             | Ричард Луис                    | документарни филм, PBS                       |
| 2008         | Law & Order: Special Victims Unit               | Sportsman Larry (глас)         | Епизода: "Closet"                            |
| 2009         | The Cleaner                                     | Henry                          | Епизода: "Trick Candles"                     |
| 2010         | Funny or Die Presents                           | Shades (глас)                  | Епизода: #1.10                               |
| 2010         | 'Til Death                                      | Miles Tunnicliff               | 3 епизода                                    |
| 2011         | Lewis on Film: The Oscar Edition                | Извођач                        | кратка форма                                 |
| 2011         | Pound Puppies                                   | Buddy (глас)                   | Епизода: "Rebel Without a Collar"            |
| 2013         | Mel Brooks: Make Some Noise                     | Ричард Луис                    | документарни филм Special, PBS               |
| 2015         | Blunt Talk                                      | Доктор Вајс                    | 6 епизода                                    |
| 2016         | Code Black                                      | Stewart Gough                  | Епизода: "Hero Complex"                      |
| 2018         | BoJack Horseman                                 | Зиги Аблер (глас)              | Епизода: "Head in the Clouds"                |